# Charles Dewachtere
Charles Paul Dewachtere (Gent, 22 december 1927 - aldaar, 22 juli 2020) was een Belgische atleet, die zich had toegelegd op de lange afstand en het veldlopen. Hij veroverde twee Belgische titels.

## Biografie
Dewachtere begon in 1949 met veldlopen. Begin 1951 nam hij deel aan de Landencross, waarin hij twintigste werd. Hij werd dat jaar ook Belgisch kampioen op de marathon. Een wedstrijd over 35 km, gelopen tussen Waregem en Gent.
In 1952 werd het Belgisch kampioenschap gehouden over de volledige afstand. Dit als selectiewedstrijd voor de Olympische Spelen in Helsinki. Opgejaagd door Jean Leblond won Dewachtere het Belgisch kampioenschap in een toptijd. Alleen twee Engelsen liepen dezelfde dag ooit een snellere marathon. Dewachtere was dan ook een van de topfavorieten voor de Spelen. Een blessure besliste er anders over. Met een gebarsten hielbeen eindigde hij pas als achttiende. Winnaar Emil Zátopek was slechts vier seconden sneller als Dewachteres toptijd.
Een uit de hand gelopen discussie over wisselgeld leverde Dewachtere, die ondertussen werkloos was geworden, een gevangenisstraf van dertig maanden op. Dit maakte een einde aan zijn veelbelovende atletiekcarrière.

### Clubs
Dewachtere was aangesloten bij AA Gent.

## Belgische kampioenschappen
| Onderdeel           | Jaar       |
| ------------------- | ---------- |
| Grand Fond/marathon | 1951, 1952 |

## Persoonlijk record
| Onderdeel | Prestatie | Datum        | Plaats |
| --------- | --------- | ------------ | ------ |
| marathon  | 2:23.08   | 14 juni 1952 | Gent   |

## Palmares

### Grand Fond
- 1951:  BK Waregem-Gent (35 km) – 1:59.30

### marathon
- 1952:  BK Waregem-Gent (42,195 km) – 2:23.08
- 1952: 18e OS in Helsinki – 2:34.32

### veldlopen
- 1951: 20e Landenprijs in Westport